# Daïra de Bordj Ghedir
La daïra de Bordj Ghedir est une daïra d'Algérie située dans la wilaya de Bordj Bou Arreridj et dont le chef-lieu est la ville éponyme de Bordj Ghedir.

## Localisation
La daïra de Bordj Ghedir est située au Sud de la wilaya de Bordj Bou Arreridj.
| daïra de Bordj Bou Arreridj | daïra de Bordj Bou Arreridj, daïra de Bir Kasdali | daïra de Bir Kasdali |
| daïra d'El Hamadia          | Bordj Ghedir                                      | daïra de Ras El Oued |
|                             | wilaya de M'Sila                                  |                      |

## Communes de la daïra
La daïra de Bordj Ghedir comprend cinq communes : Belimour, Bordj Ghedir, El Anceur, Ghilassa et Taglait.